# العلاقات الإريترية النيجيرية
العلاقات الإريترية النيجيرية هي العلاقات الثنائية التي تجمع بين إريتريا ونيجيريا.

## مقارنة بين البلدين
هذه مقارنة عامة ومرجعية للدولتين:
| وجه المقارنة                                              | إريتريا                                      | نيجيريا                     |
| --------------------------------------------------------- | -------------------------------------------- | --------------------------- |
| المساحة (كم2)                                             | 117.60 ألف                                   | 923.77 ألف                  |
| عدد السكان (نسمة)                                         | 6.33 مليون                                   | 190.89 مليون                |
| الكثافة السكانية (ن./كم²)                                 | 53.83                                        | 206.64                      |
| العاصمة                                                   | أسمرة                                        | أبوجا، لاغوس                |
| اللغة الرسمية                                             | اللغة التغرينية، اللغة العربية، لغة إنجليزية | لغة إنجليزية، اللغة اليوربا |
| العملة                                                    | ناكفا                                        | نيرة نيجيرية                |
| الناتج المحلي الإجمالي (بليون دولار)                      | 2.61 مليار                                   | 375.77 مليار                |
| الناتج المحلي الإجمالي (تعادل القوة الشرائية) بليون دولار |                                              | 1.09 تريليون                |
| الناتج المحلي الإجمالي الاسمي للفرد دولار أمريكي          |                                              | 2.64 ألف                    |
| الناتج المحلي الإجمالي للفرد دولار أمريكي                 |                                              | 5.91 ألف                    |
| مؤشر التنمية البشرية                                      | 0.391                                        | 0.514                       |
| رمز المكالمات الدولي                                      | +291                                         | +234                        |
| رمز الإنترنت                                              | .er                                          | .ng                         |
| المنطقة الزمنية                                           | ت ع م+03:00                                  | ت ع م+01:00                 |

## منظمات دولية مشتركة
يشترك البلدان في عضوية مجموعة من المنظمات الدولية، منها:
| علم المنظمة | اسم المنظمة                                 | تاريخ انضمام إريتريا | تاريخ انضمام نيجيريا |
| ----------- | ------------------------------------------- | -------------------- | -------------------- |
|             | مؤسسة التمويل الدولية                       | 11 أكتوبر 1995       | 30 مارس 1961         |
|             | منظمة حظر الأسلحة الكيميائية                | ?                    | ?                    |
|             | البنك الإفريقي للتنمية                      | ?                    | ?                    |
|             | يونسكو                                      | 2 سبتمبر 1993        | 14 نوفمبر 1960       |
|             | الأمم المتحدة                               | 28 مايو 1993         | 7 أكتوبر 1960        |
|             | الاتحاد الدولي للاتصالات                    | 6 أغسطس 1993         | 11 أبريل 1961        |
|             | منظمة الشرطة الجنائية الدولية               | ?                    | ?                    |
|             | البنك الدولي للإنشاء والتعمير               | 6 يوليو 1994         | 30 مارس 1961         |
|             | الاتحاد البريدي العالمي                     | ?                    | ?                    |
|             | مؤسسة التنمية الدولية                       | 6 يوليو 1994         | 14 نوفمبر 1961       |
|             | الاتحاد الأفريقي                            | ?                    | ?                    |
|             | وكالة ضمان الاستثمار متعدد الأطراف          | 10 سبتمبر 1996       | 12 أبريل 1988        |
|             | مجموعة دول أفريقيا والكاريبي والمحيط الهادئ | ?                    | ?                    |

## وصلات خارجية
- موقع وزارة الخارجية النيجيرية